# Oasi Isola Bianca
L'oasi Lipu Isola Bianca è un'area di protezione della fauna situata nel comune di Ferrara.

## Descrizione
Istituita nel 1991, comprende l'Isola Bianca e dei terreni golenali del fiume Po, con una superficie totale di 360 ettari.

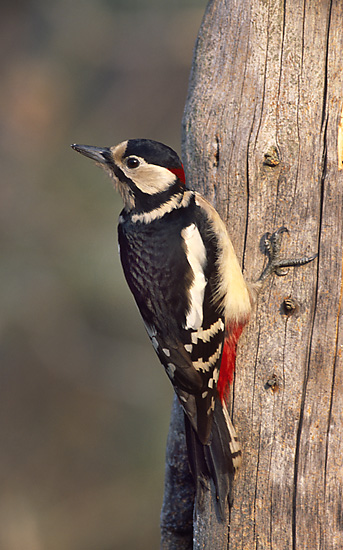
Il Picchio Rosso Maggiore, simbolo dell'Oasi

## Strutture
- Centro visite.
- Nave Oasis, utilizzata per circumnavigare l'isola.
- Sentiero natura lungo circa 3 km corredato da indicazioni riguardanti la flora la fauna e i punti naturalistici più importanti.
- Due punti di osservazione volatili.

## Flora

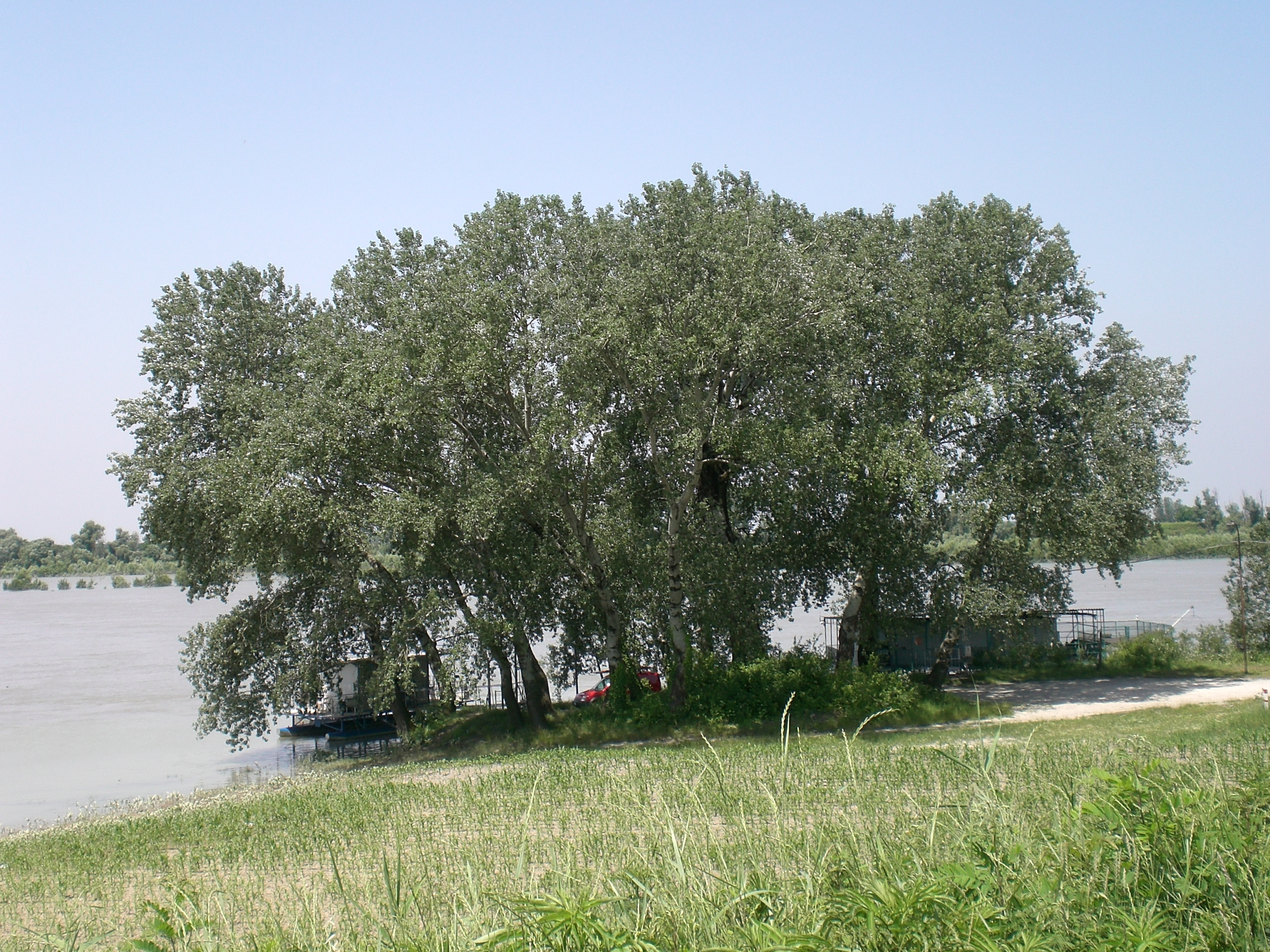
Il pioppo bianco di Francolino

Presenza di sambuchi, salici, querce, luppoli, farnia, gelso, robinia, pioppo nero, olmo, salice bianco. Particolare importanza riveste il monumentale pioppo bianco di Francolino. Posto nella golena, è alto 22 metri, ha un diametro di 140 cm e tutelato dal DPGR n.550/90.

## Fauna
Il simbolo dell'oasi è il picchio rosso maggiore, di cui si trovano presenze all'interno dell'area. Altri volatili presenti sono il cormorano, il martin pescatore, il picchio verde, il basettino, la cannaiola, il rigogolo e il cavaliere d'Italia. Negli anatidi che frequentano l'isola si collocano solo due specie: il moriglione e l'immancabile germano reale. Come per gli anatidi, anche gli svassi sono due specie, lo svasso maggiore e il tuffetto.

Nella garzaia nidificano quattro specie di aironi: la garzetta, l'airone cenerino, la nitticora e la sgarza ciuffetto.

Tra i Rapaci vanno ricordati, nei diurni, la Poiana comune, lo Sparviere eurasiatico e il Gheppio, mentre solo una specie compare tra i rapaci notturni: l'assiolo.

Di anfibi si trova traccia della rana verde, della rana agile, della raganella, del rospo e del rospo smeraldino e tra i rettili la biscia dal collare e il ramarro. Nell'oasi vivono inoltre diverse testuggini palustri.